# زلاتان وانف
زلاتان وانف (انگلیسی: Zlatan Vanev؛ زادهٔ ۲۹ مارس ۱۹۷۳) وزنه‌بردار اهل بلغارستان بود.